# Guillén Cabier

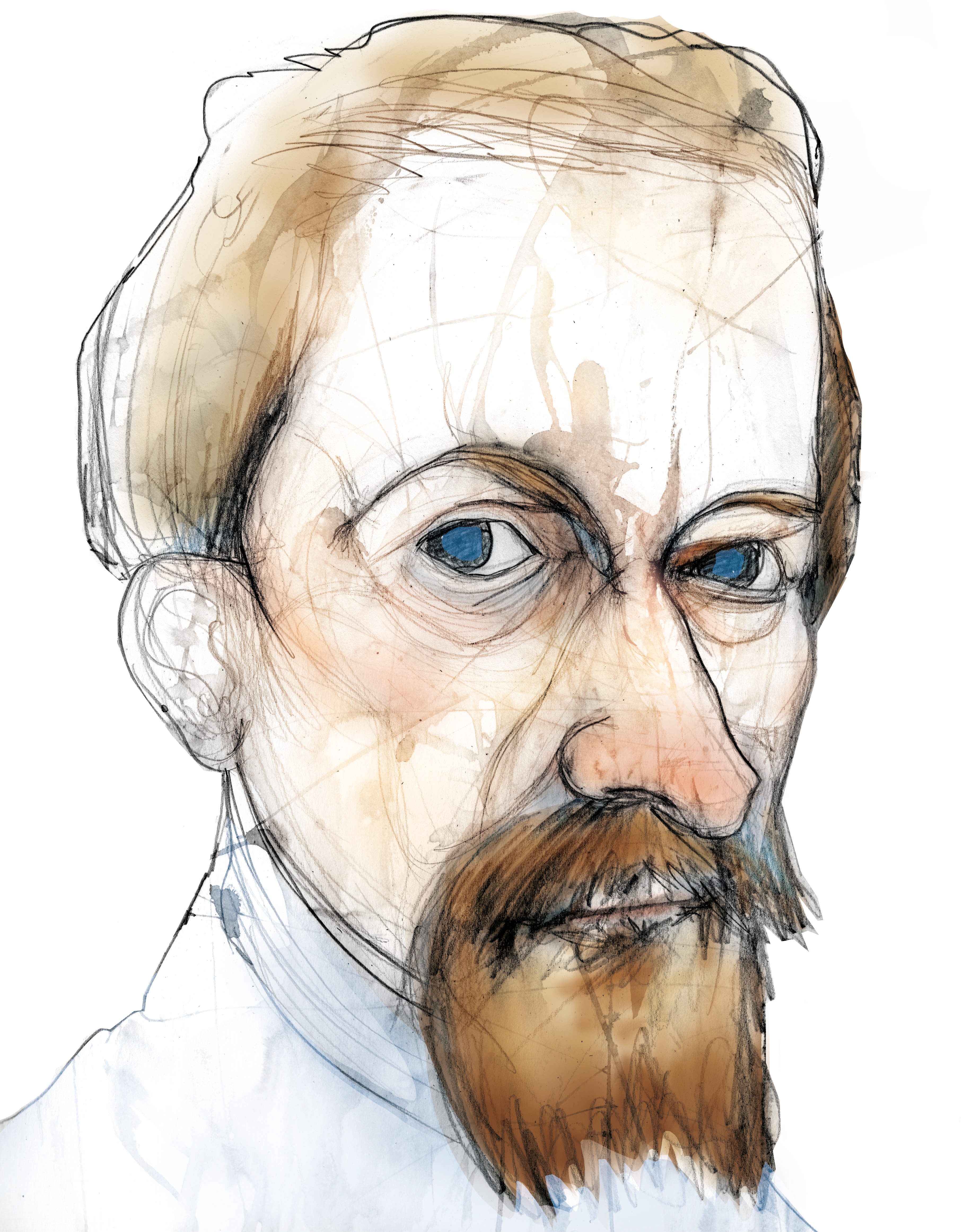
Retrato de Guillén Babier

Guillén Cabier fue un inventor español del siglo XVI. Es célebre por haber inventado un ingenio naval para navegar en tiempo de calma que obtuvo la primera Real Cédula de Privilegio otorgada en España —lo equivalente a lo que en la actualidad sería una patente— el 18 de agosto de 1522. La Real Cédula decía lo siguiente:

Por quanto por parte de vos, Guillén Cabier, catalán, me fue fecha relación que vos avéys hallado cierto ynstrumento para hazer andar con calma navíos de alto bordo, y me suplicastes y pedistes por merced vos diese facultad para que vos o quien vuestro poder para ello toviere, y no otro persona alguna podiese en toda vuestra vida hazer el dicho ynstrumento, o como la mi merced fuese, por ende, por la presente, vos prometo, y seguro que, sy dentro de un año próximo siguiente, que se cuente desde el día de la fecha de mi cédula en adelante, hiziéredes el dicho instrumento en perfección vos mandaré dar privilegio por toda vuestra vida (...) Y para que dello estéys cierto y seguro, vos mandé dar la presente, firmada de mi nombre. Fecha en Palencia a 18 de agosto de 1522 años. Yo el Rey, refrendada del secretario Cobos, señalada del chanciller don García e Capata e Carvajal.
18 de agosto de 1522

Tanto el otorgamiento de esta primera patente como la segunda, concedida a Hernan Penet en 1527 fueron documentadas en un libro escrito por Nicolás García Tapia.